# Route 66 (série télévisée)
Pour les articles homonymes, voir Route 66 (homonymie).
Route 66 est une série télévisée américaine en 116 épisodes de 52 minutes, en noir et blanc, créée par Stirling Silliphant et diffusée entre le 7 octobre 1960 et le 13 mars 1964 sur le réseau CBS.
Au Québec, la série a été diffusée à partir du 28 septembre 1965 à la Télévision de Radio-Canada, et en France, en 1996 sur Jimmy.

## Synopsis
Ce road movie suit le voyage en voiture de deux amis sur la célèbre route 66, de Chicago à Los Angeles. Chacune de leurs étapes est le théâtre d'aventures et de rencontres inattendues.
Tod et Buzz, deux héros intrépides, parcouraient inlassablement la voie mythique pour y résoudre des enquêtes policières. Leur monture d'alors n'était autre que la voiture de sport la plus en vogue du moment, la Chevrolet Corvette.

## Distribution
- Martin Milner : Tod Stiles
- George Maharis : Buzz Murdoch (1960-1963)
- Glenn Corbett : Lincoln « Linc » Case (1963-1964)

La série compte de nombreux invités parmi lesquels : James Coburn, Robert Duvall, Douglas Fairbanks Jr., Peter Graves, Gene Hackman, Steven Hill, Martha Hyer, Boris Karloff, Buster Keaton, DeForest Kelley, Peter Lorre, Lee Marvin, Walter Matthau, Conrad Nagel, Leslie Nielsen, Robert Redford, Martin Sheen, Rod Steiger, Jack Warden, Tuesday Weld…

## Production
Le concept de la série trouve son origine dans l'épisode Four Sweet Corners de la première saison de la série Naked City en tant que backdoor pilot.
George Maharis est absent pour les quatre derniers épisodes de la deuxième saison, puis a quitté la série pour raisons de santé au cours de la troisième saison, après avoir tourné dans les douze premiers épisodes ainsi que le 17e. Glenn Corbett intègre la série à partir du 23e épisode de la troisième saison. 
L'épisode A Long Way from St. Louie de la quatrième saison a été tourné à Toronto, au Canada.
L'épisode I'm Here to Kill a King tourné à Niagara Falls (New York) / Ontario durant la quatrième saison autour du thème d'un assassinat possible, était initialement prévu d'être diffusé le 29 novembre 1963 (soit une semaine après l'assassinat de John F. Kennedy), mais a été remplacé par un autre épisode et n'a été diffusé qu'en syndication.

## Épisodes

### Première saison (1960-1961)
1. Black November
2. A Lance of Straw
3. The Swan Bed
4. The Man on the Monkey Board
5. The Strengthening Angels
6. Ten Drops of Water
7. Three Sides
8. Legacy for Lucia
9. Layout at Glen Canyon
10. The Beryllium Eater
11. A Fury Slinging Flame
12. Sheba
13. The Quick and the Dead
14. Play It Glissando
15. The Clover Throne
16. Fly Away Home: Part I
17. Fly Away Home: Part II
18. Sleep on Four Pillows
19. An Absence of Tears
20. Like a Motherless Child
21. Effigy in Snow
22. Eleven, the Hard Way
23. Most Vanquished, Most Victorious
24. Don't Count Stars
25. The Newborn
26. A Skill for Hunting
27. Trap at Cordova
28. The Opponent
29. Welcome to Amity
30. Incident on a Bridge

### Deuxième saison (1961-1962)
1. A Month of Sundays
2. Blue Murder
3. Goodnight Sweet Blues
4. Birdcage on My Foot
5. First-Class Mouliak
6. Once to Every Man
7. The Mud Nest
8. A Bridge Across Five Days
9. Mon Petit Chou
10. Some of the People, Some of the Time
11. The Thin White Line
12. …And the Cat Jumped Over the Moon
13. Burning for Burning
14. To Walk with the Serpent
15. A Long Piece of Mischie
16. 1800 Days to Justice
17. City of Wheels
18. How Much a Pound Is Albatross?
19. Aren't You Surprised to See Me?
20. You Never Had It So Good
21. Shoulder the Sky, My Lad
22. Blues for the Left Foot
23. Go Read the River
24. Even Stones Have Eyes
25. Love Is a Skinny Kid
26. Kiss the Maiden All Forlorn
27. Two on the House
28. There I Am - There I Always Am
29. Between Hello and Goodbye
30. A Feat of Strength
31. Hell Is Empty, All the Devils Are Here
32. From an Enchantress Fleeing

### Troisième saison (1962-1963)
1. One Tiger to a Hill
2. Journey to Nineveh
3. Man Out of Time
4. Ever Ride the Waves in Oklahoma?
5. Voice at the End of the Line
6. Lizard's Leg and Owlet's Wing
7. Across Walnuts and Wine
8. Welcome to the Wedding
9. Every Father's Daughter
10. Poor Little Kangaroo Rat
11. Hey, Moth, Come Eat the Flame
12. Only by Cunning Glimpses
13. Where Is Chick Lorimer, Where Has She Gone?
14. Give the Old Cat a Tender Mouse
15. A Bunch of Lonely Pagliaccis
16. You Can't Pick Cotton in Tahiti
17. A Gift for a Warrior
18. Suppose I Said I Was the Queen of Spain
19. Somehow It Gets to Be Tomorrow
20. …Shall Forfeit His Dog and Ten Shillings to the King
21. In the Closing of a Trunk
22. The Cage Around Maria
23. Fifty Miles from Home
24. Narcissus on an Old Red Fire Engine
25. The Cruelest Sea of All
26. Peace, Pity, Pardon
27. What a Shining Young Man Was Our Gallant Lieutenant
28. But What Do You Do in March?
29. Who Will Cheer My Bonnie Bride
30. Shadows of an Afternoon
31. Soda Pop and Paper Flags

### Quatrième saison (1963-1964)
1. Two Strangers and an Old Enemy
2. Same Picture, Different Frame
3. Come Out, Come Out, Wherever You Are!
4. Where Are the Sounds of Celli Brahms?
5. Build Your Houses with Their Backs to the Sea
6. And Make Thunder His Tribute
7. The Stone Guest
8. I Wouldn't Start from Here
9. A Cage in Search of a Bird
10. A Long Way from St. Louie
11. Come Home Greta Inger Gruenschaffen
12. 93 Percent in Smiling
13. Child of a Night
14. Is It True There Are Poxies at the Bottom of Landfair Lake?
15. Like This It Means Father… Like This - Bitter… Like This - Tiger…
16. Kiss the Monster - Make Him Sleep
17. Cries of Persons Close to One
18. Who in His Right Mind Needs a Nice Girl
19. This Is Going to Hurt Me More Than It Hurts You
20. Follow the White Dove with the Broken Wing
21. Where There's a Will, There's a Way: Part One
22. Where There's a Will, There's a Way: Part Two
23. I'm Here to Kill a King

## Suite (1993)
En 1993, NBC diffusa une suite de la série sous le même titre, Route 66. Cette suite ne dura que quatre épisodes, avant d'être annulée.